# Mangora woytkowskii
Mangora woytkowskii là một loài nhện trong họ Araneidae.
Loài này thuộc chi Mangora. Mangora woytkowskii được Herbert Walter Levi miêu tả năm 2007.